# Lorica segmentata

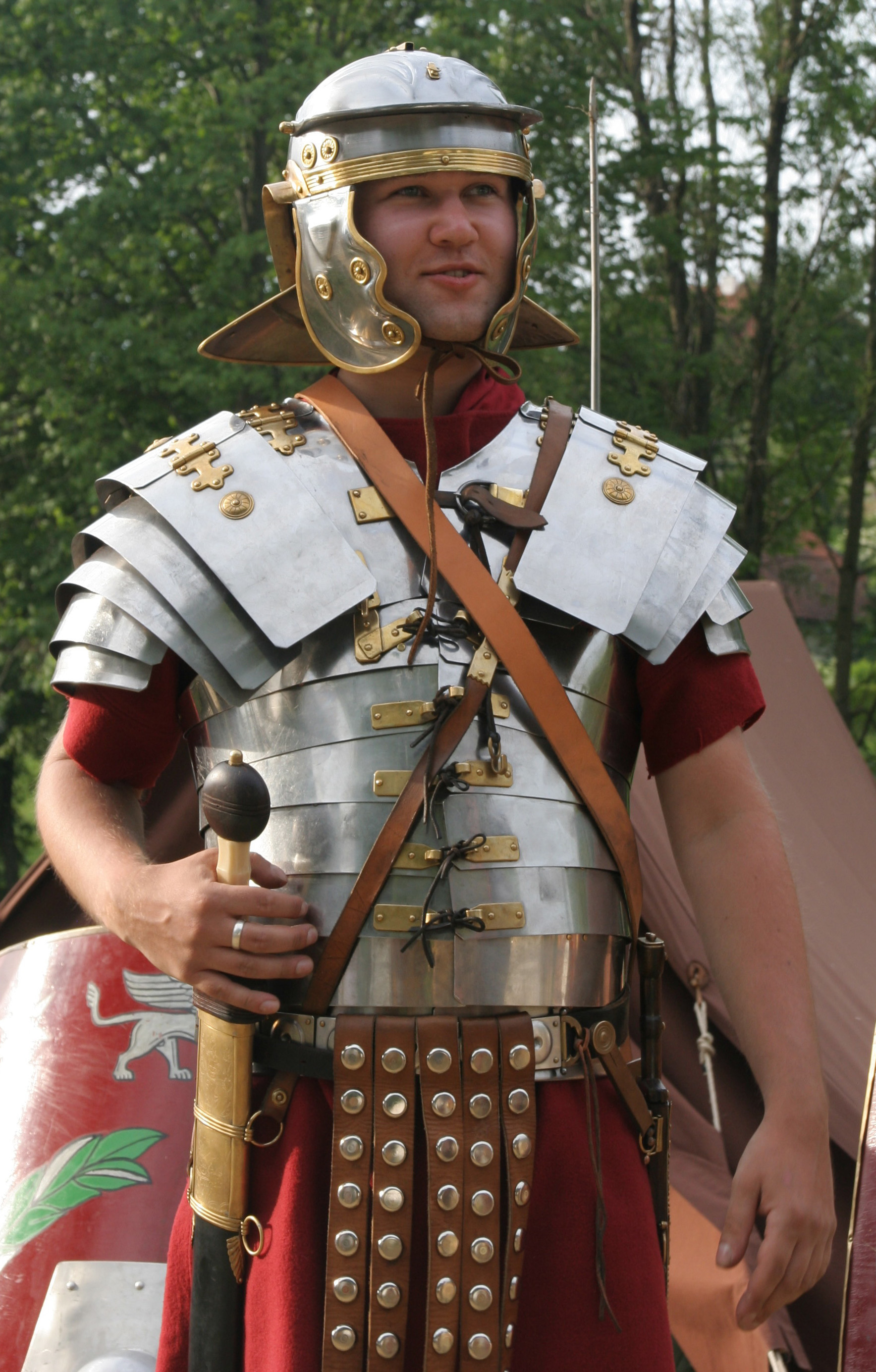
Reproducción del equipamiento típico de un legionario romano, donde se puede apreciar la parte frontal de la lorica segmentata

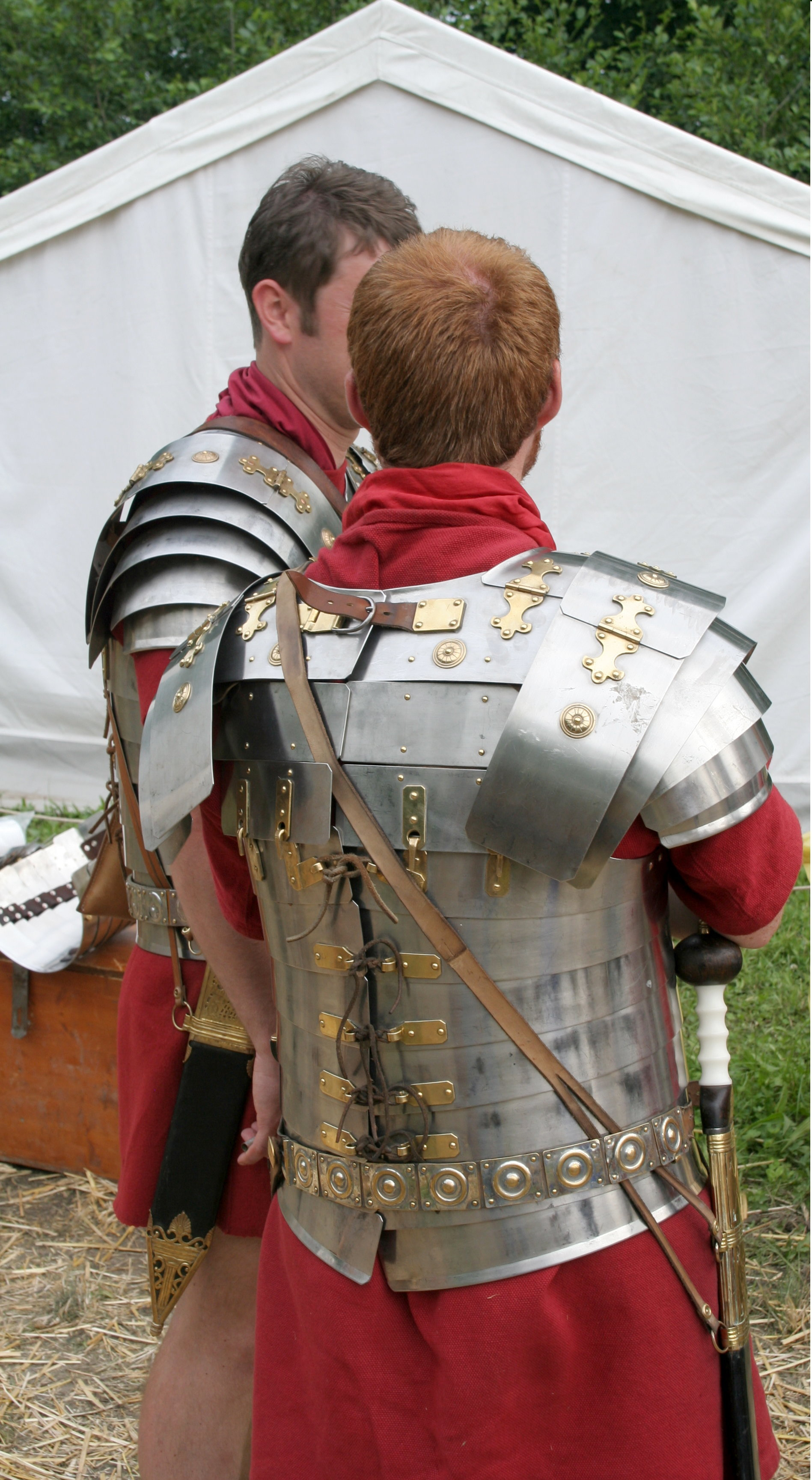
Lorica segmentata vista desde atrás

Lorica segmentata es el nombre que recibe la armadura que llevaron los legionarios romanos durante el Alto Imperio (siglos I a. C. - III d. C.). El nombre procede de la palabra latina para «segmentada», que hace referencia a la división en placas metálicas de la armadura. No se trata sin embargo del nombre original y se acuñó por vez primera en el siglo XVI, por lo que se desconoce el auténtico nombre que recibía la lorica segmentata en la época romana.

## Descripción y evolución
La lorica segmentata se componía de varias bandas metálicas (generalmente de hierro) que se disponían sobre el cuerpo del soldado en posición horizontal, rodeando su pecho y espalda. Estaban unidas por dentro gracias a unas bandas de cuero verticales, que estaban clavadas a cada una de las bandas metálicas. La armadura podía abrirse desde un costado para que el soldado pudiera quitársela. Además, constaba de otras bandas metálicas en posición vertical que se situaban sobre los hombros y protegían estos. Los brazos estaban desprotegidos, aunque esto no era de gran importancia, dado que, en formación compacta, el scutum se portaba en el izquierdo y el gladius desenvainado en el derecho, pegado a la cadera, quedando así ambos protegidos.
Tradicionalmente se asumía que este tipo de armadura confería mucha mayor protección que la cota de malla, permitiendo también libertad de movimientos. Sin embargo algunos autores recientes han planteado que la protección brindada por lorica segmentata no era significativamente superior al de la cota de malla, armadura que es posible que los legionarios prefiriesen en algunos ambientes y en algunas zonas del imperio.   
Las lorica segmentata evolucionaron a lo largo del tiempo, reconociéndose al menos tres tipos que se sucedieron entre el 20 a. C. y el 250 d. C. 

## Uso
Sólo los legionarios, y a veces los pretorianos, llevaban este tipo de armadura: las fuerzas auxiliares, en cambio, portaban la lorica hamata o cota de malla o bien la lorica squamata, una armadura de escamas de metal superpuestas. Debido a su particular estructura, la construcción de la lorica segmentata era la que requería una mayor experiencia del herrero y por tanto costaba más dinero. A esto se debió el hecho de que entre los siglos II y III, debido a las constantes crisis económicas, este tipo de armadura desapareciese y las tropas romanas pasasen a portar únicamente cota de malla o dejasen de llevar protección, lo que causó a su vez una mayor vulnerabilidad del ejército en un periodo durante el cual se sucedía una invasión bárbara tras otra.[cita requerida]
Existe una versión más antigua de esta armadura que, a diferencia de otras variantes, solamente dispone de una banda a modo de hombrera en cada lado, no varias superpuestas. Asimismo, las láminas ventrales se ajustan mediante correas.
En esta versión, la sección apuntada de las hombreras no se coloca frontalmente, sino detrás, pues así resultaría más práctica la movilidad de los brazos del soldado. La lorica segmentata Kalkriese es la variante más antigua de este tipo de corazas; fue equipada en el cambio de era (siglo I a. C.-Iy en la batalla de Teutoburgo, sitio donde se produjo su hallazgo arqueológico, de ahí su nombre.